# Re'eh
Re'eh (ראה — héb pour « vois », le second mot et premier distinctif de la parasha) est la 47e section hebdomadaire du cycle annuel de lecture de la Torah et la quatrième du Livre du Deutéronome.
Elle correspond à Deutéronome 11:26-16:17. Les Juifs de la Diaspora la lisent généralement en août ou au début de septembre.

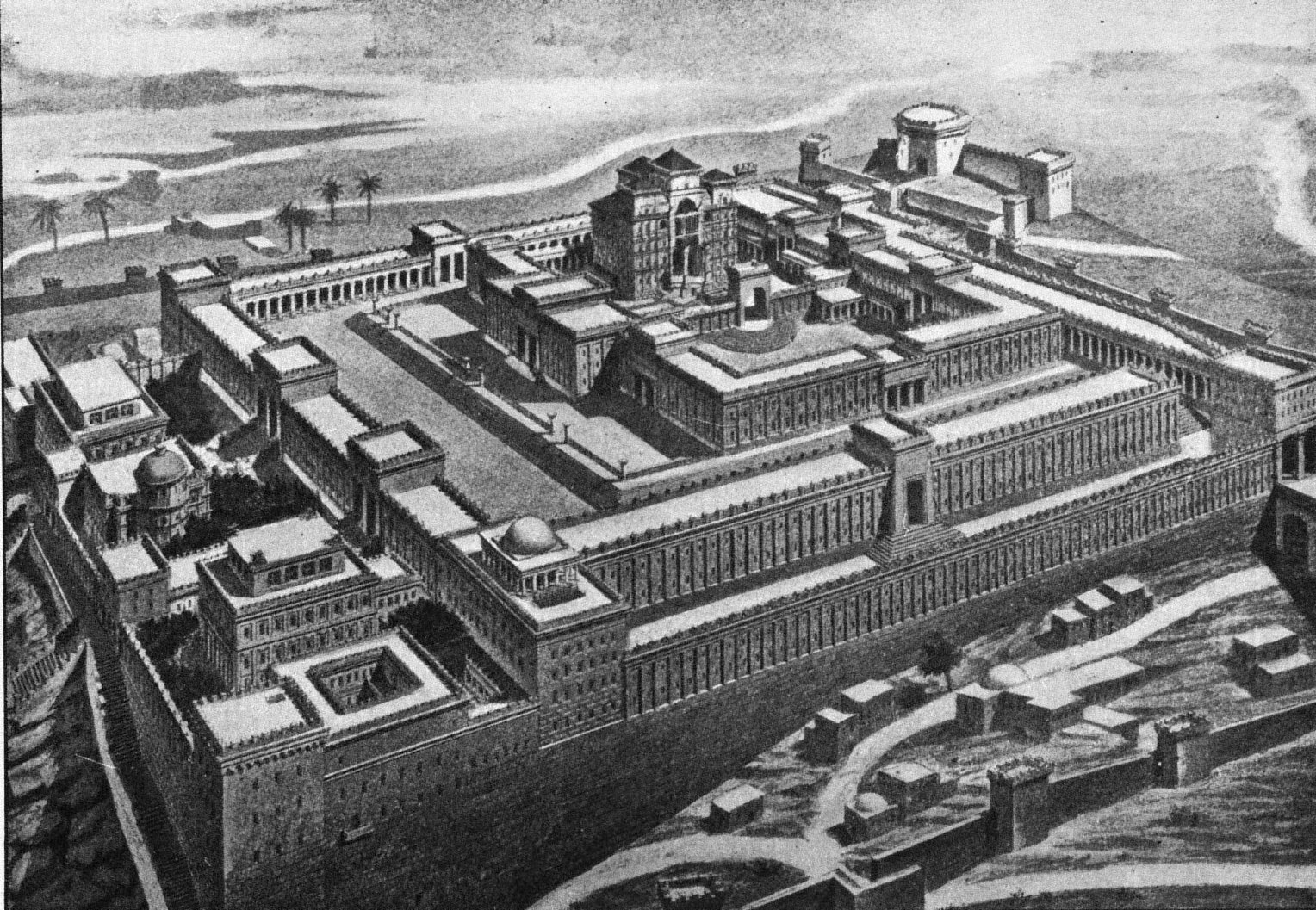
Une reconstruction du Temple de Salomon, le site choisi par Dieu comme résidence, selon la signification de Deutéronome 12

## Résumé
Moïse place devant Israël la bénédiction et la malédiction, selon leur obéissance ou non aux lois de Dieu. Il leur explique que le culte sacrificiel sera établi dans un lieu à déterminer, et exhorte le peuple à ne pas écouter ceux qui voudraient les inciter à l'idolâtrie. En tant que fils de Dieu, ils doivent se différencier des peuples idolâtres environnant, notamment par leur alimentation. Ils doivent prélever la dîme sur la récolte, aider les pauvres, libérer les esclaves et enfin, accomplir les fêtes de pèlerinage.

### Divisions de la parasha lors de la lecture complète
La lecture de la parasha à la synagogue le sabbath est traditionnellement divisée en sept sections, pour lesquelles un membre différent de la congrégation est appelé à lire. La première lecture, le rishon, échoit traditionnellement à un cohen, la seconde, appelée sheni, à un levi, les suivantes à un israël (ni cohen ni levi). La septième section comporte une sous-section, le maftir, qui est lu par la personne qui lira ensuite la haftara.
Les sections de la parashat Re'eh sont:
- rishon:
- sheni:
- shlishi:
- revi'i:
- hamishi:
- shishi:
- shevi'i:
  - maftir:

### Divisions de la parasha lors de la lecture abrégée
Une lecture publique de la parasha fut instaurée par Ezra le Scribe le lundi et le jeudi à la synagogue. Cette lecture, sensiblement plus courte, ne comprend que trois sections, la première réservée au cohen, la seconde au levi, la troisième à un israël
- Section du cohen: Devarim[3]
- Section du levi: Devarim[3]
- Section de l'israël: Devarim[3]

### Maqam
Un maqam est un système de modes musicaux utilisé dans la musique arabe mélodique classique. Les juifs originaires des pays orientaux (Afrique du Nord, Syrie) s'en sont inspirés, et adaptent la mélodie de la liturgie du Shabbat en fonction du contenu de la parasha de cette semaine. Ils emploient 10 maqam différents, possédant chacun son usage propre.
Le maqam utilisé lors du sabbath au cours duquel on lit la parashat Re'eh est le Maqam Rast, marquant le début du mois hébraïque de Eloul, et de la récitation des Selihot.

## Commandements
La Torah comporte, selon la tradition rabbinique, 613 prescriptions. Différents sages ont tenté d'en établir un relevé dans le texte biblique.
Selon l'un de ces computs les plus célèbres, le Sefer HaHinoukh, la parashat Re'eh comporte 17 prescriptions positives et 38 négatives:
- Il est obligatoire de détruire les idoles et tout objet de culte païen (Deut. 12:2)
- Il est interdit de détruire des objets associés au Nom de Dieu, ce qui inclut entre autres l'effacement de Son Nom, et la détérioration du sanctuaire (Deut. 12:4)
- Il est obligatoire d'apporter les vœux et les offrandes au Temple lors de la première fête de pèlerinage qui se présente (Deut. 12:5-6)
- Il est interdit d'offrir des sacrifices en dehors du Temple (Deut. 12:13)
- Les sacrifices doient être offerts dans le Temple exclusivement (Deut. 12:14)
- Il est obligatoire de racheter les animaux consacrés qui sont devenus disqualifiés par la présence d'une infirmité (Deut. 12:15)
- Il est interdit de consommer la seconde dîme de blé en dehors de Jérusalem (Deut. 12:17)
- Il est interdit de consommer la seconde dîme de vin en dehors de Jérusalem (Deut. 12:17)
- Il est interdit de consommer la seconde dîme d'huile en dehors de Jérusalem (Deut. 12:17)
- Il est interdit aux cohanim de consommer la chair de l'animal premier-né sans défaut en dehors de Jérusalem (Deut. 12:17)
- Il est interdit aux cohanim de consommer hors de l'enceinte du Temple la chair des offrandes en expiation ou délictives (Deut. 12:17)
- Il est interdit de consommer la chair d'une offrande en holocauste (Deut. 12:17)
- Il est interdit de consommer la chair des sacrifices ordinaires avant que le sang n'ait été aspergé sur l'autel (Deut. 12:17)
- Il est interdit aux cohanim de consommer les prémices de la récolte avant qu'elles aient été déposées au parvis du Temple (Deut. 12:17)
- Il est interdit de négliger de se réjouir avec les Lévites et de ne pas leur donner ce qui leur est dû (Deut. 12:19)
- Un animal doit être rituellement abattu avant que sa chair ne puisse être consommée (Deut. 12:21)
- Il est prohibé de consommer un membre ou toute part détachée d'un animal encore vivant (Deut. 12:23)
- Les animaux consacrés doivent être amenés en terre d'Israël afin d'être offerts au Temple (Deut. 12:26)
- Il est interdit déjouter aux commandements de la Torah écrite, ainsi qu'à leurs explications orales (Deut. 13:1)
- Il est interdit de retrancher de la Torah, en intégralité ou en partie (Deut. 13:1)
- Il est interdit d'écouter le prophète qui parle au nom des idoles (Deut. 13:4)
- Il est interdit de manifester la moindre sympathie pour un « séducteur, » c'est-à-dire un homme ordinaire voulant entraîner à l'idolâtrie (Deut. 13:9)
- Il est interdit de faiblir dans sa haine à l'égard du séducteur (Deut. 13:9)
- Il est interdit d'assister un séducteur qui se trouverait en danger (Deut. 13:9)
- Il est interdit de prendre la défense du séducteur (Deut. 13:9)
- Il est interdit de taire tout argument à charge du séducteur (Deut. 13:9)
- Il est interdit de séduire d'autres vers l'idolâtrie (Deut. 13:12)
- Le tribunal doit minutieusement interroger les témoins (Deut. 13:15)
- Il est obligatoire de détruire par le feu une ville corrompue par l'idolâtrie (Deut. 13:17)
- Il est interdit de la reconstruire en tant que ville (Deut. 13:17)
- Il est interdit de tirer aucun bénéfice des propriétés de cette ville (Deut. 13:18)
- Il est interdit de se taillader le corps lors du deuil selon l'usage païen (Deut. 14:1)
- Il est interdit de se tondre les cheveux en l'honneur d'un mort (Deut. 14:1)
- Il est interdit de consommer la chair de sacrifices rendus inaptes par leur propriétaire (Deut. 14:3).
- Il est obligatoire d'examiner les signes de pureté de la volaille (Deut. 14:11)
- Il est interdit de manger les sauterelles impures, ainsi que les autres insectes ailés (Deut. 14:19)
- Il est interdit de consommer la chaire d'une bête morte de façon naturelle (Deut. 14:21)
- Il est obligatoire de prélever une seconde dîme lors de la première, deuxième, quatrième et cinquième année du cycle sabattique (Deut. 14:22)
- Il est obligatoire de prélever une dîme pour les pauvres lors de la troisième et de la sixième année du cycle sabattique (Deut. 14:28)
- Il est interdit de pressurer un débiteur à l'expiration de la chemitta (Deut. 15:2)
- Il est obligatoire d'exiger le remboursement d'un idolâtre (Deut. 15:3)
- Toutes les dettes doivent être abandonnées durant l'année sabbatique (Deut. 15:2)
- Il est interdit de se dérober au devoir de tzedaqa (justice, c'est-à-dire aide et assistance dans un souci d'équité) envers le pauvre (Deut. 15:7)
- Il est obligatoire d'agir justement avec ceux qui ont besoin d'aide (Deut. 15:8)
- Il est interdit de refuser d'accorder un prêt à l'approche de l'année sabbatique par peur de perte pécuniaire (Deut. 15:9)
- Il est interdit de libérer un esclave hébreu en le renvoyant les mains vides (Deut. 15:13)
- Il est obligatoire de faire des dons à l'esclave hébreu qu'on libère (Deut. 15:14)
- Il est interdit de faire un travail avec une bête consacrée (Deut. 15:19)
- Il est interdit de tondre un animal consacré (Deut. 15:19)
- Il est interdit de consommer le hametz à partir du midi du 14e jour de Nissan (Deut. 16:3)
- Il est interdit de laisser la viande de l'offrande pascale faite le 14 Nissan jusqu'au 16 (Deut. 16:4)
- Il est interdit d'offrir l'agneau pascal sur un haut-lieu privé (Deut. 16:5)
- Il est obligatoire de s'adonner à la joie lors des trois fêtes de pèlerinage (Deut. 16:14)
- Il est obligatoire de se présenter au sanctuaire lors des fêtes de pèlerinage (Deut. 16:16)
- Il est interdit de se présenter au Temple les mains vides lors de ces trois fêtes (Deut. 16:16)

## Haftara
La haftara est une portion des livres des Neviim ("Les Prophètes") qui est lue publiquement à la synagogue après la lecture de la Torah. Elle présente généralement un lien thématique avec la parasha qui l'a précédée.
La haftara pour la parashat Re'eh est Isaïe 54:11–55:5. Elle ne fait pas immédiatement référence à la parasha, mais à la consolation du peuple à la suite de la destruction des Temples. C'est la troisième des sept haftarot de consolation, aboutissant à Rosh Hashana, le Nouvel An juif.
Lorsque la parashat Re'eh coïncide avec le Shabbat Ma'har 'Hodesh (le sabbath précédant d'un jour la néoménie - c'est le cas en 2008), la haftara est 1 Samuel 20:18–42.